# Atelopus ignescens
Atelopus ignescens là một loài cóc trong họ Bufonidae. Chúng là loài đặc hữu của Ecuador.
Các môi trường sống tự nhiên của chúng là các khu rừng vùng núi ẩm nhiệt đới hoặc cận nhiệt đới, vùng cây bụi nhiệt đới hoặc cận nhiệt đới vùng đất cao, đồng cỏ ở cao nhiệt đới hoặc cận nhiệt đới, sông, đất canh tác, và các vùng đô thị. Nó được tin là có quan hệ gần gũi với Carrikeri Harlequin Frog.